# 红花山站
红花山站是一個深圳地铁6号线的地铁车站，位于中國广东省深圳市光明区公明街道别墅路与安发路交汇处。

## 車站結構
红花山站沿别墅路东西向布置，为“地下二层岛式站台车站。其中，车站共设3个出入口：A出入口,B出入口、C出入口、D出入口。
| 地面（G）      |                            | 出入口                    |
| 地下一層（B1） | 車站大堂                   | 車站大堂、售票機          |
| 地下二層(B2)   |                            | █6号线 往松崗（公明广场） |
| 地下二層(B2)   | 島式月台，左邊車門將會開啟 |                           |
| 地下二層(B2)   | █6号线 往科学馆（楼村）    |                           |

## 出入口
红花山站共设有八个出口，其中A1、D出口设有垂直电梯。
| 出口编号                             | 出口图片 | 建议前往的目的地                                                                    |
| ------------------------------------ | -------- | ----------------------------------------------------------------------------------- |
| 出口 · A · 1 · 盲道标志 · 升降机标志 |          | 安发路东侧（北） 别墅路北侧（东） 公明中英文学校 松白工业园 石观工业园 光明红木小镇 |
| 出口 · A · 2 · 盲道标志              |          | A1出口附属出口 同A1                                                                 |
| 出口 · B · 1 · 盲道标志              |          | 别墅路北侧（中） 宏发雍景城                                                         |
| 出口 · B · 2 · 盲道标志              |          | 安发路西侧 宏发上域                                                                 |
| 出口 · C · 盲道标志                  |          | 别墅路北侧（西） 红花中路 红花山公园                                                |
| 出口 · D · 盲道标志 · 升降机标志     |          | 别墅路南侧（东） 红花山体育中心                                                     |
| 出口 · E · 1 · 盲道标志              |          | 安发路东侧（南） 宏发美域 南庄村                                                    |
| 出口 · E · 2 · 盲道标志              |          | 别墅路南侧（东）                                                                    |
| 註： 設有 \| 設有                    |          |                                                                                     |

## 歷史
红花山站於2013年首次提出興建，规划建设时称为“南庄站”。并在2015年動工，后因附近的红花山更为知名而作为站名，随6號線一併在2020年8月啟用。